# Tasséré Ouédraogo
Tasséré Ouédraogo – burkiński piłkarz grający na pozycji napastnika. W swojej karierze grał w reprezentacji Górnej Wolty.

## Kariera klubowa
W swojej karierze piłkarskiej Ouédraogo grał w klubie US des Forces Armées.

## Kariera reprezentacyjna
W 1978 roku Ouédraogo został powołany do reprezentacji Górnej Wolty na Puchar Narodów Afryki 1978. W tym turnieju zagrał w dwóch meczach grupowych: z Nigerią (2:4) i z Ghaną (0:3).